# John Louis Mansi
John Louis Mansi (8 de novembro de 1926 — East Sussex, 6 de agosto de 2010) foi um actor de cinema e televisão que fez sucesso durante as décadas de 1950 até inícios de 1990.
É mais conhecido pelo seu trabalho na série cómica de televisão 'Allo 'Allo! onde interpretava a personagem Herr Von Smallhausen.

## Biografia
Participou igualmente em Department S no papel de Maxime no episódio The Treasure of the Costa del Sol de 1969, em Ripping Yarns no episódio Across The Andes By Frog, em The Hammer House Of Horror no episódio The Thirteenth Reunion, no filme sobre os Beatles, chamado de Help!, na versão original de The Italian Job e na versão cinematográfica de Tales from the Crypt.